# Gutierrezia conoidea
Gutierrezia conoidea là một loài thực vật có hoa trong họ Cúc. Loài này được (Hemsl.) M.A.Lane mô tả khoa học đầu tiên năm 1980.